# Vesec (Liberec)
Vesec (německy Dörfel) je 25. místní částí Liberce, ležící na jižním okraji města. Jeho území je tvořeno jediným katastrálním územím Vesec u Liberce, na němž se nacházejí tři ZSJ: K Dlouhému Mostu, Špičák, Vesec. Z jiných libereckých městských částí sousedí s Doubím, Rochlicemi a Vratislavicemi nad Nisou. Po severním okraji Vesce protéká Lužická Nisa. Na jižním okraji Vesce je nově vybudovaný běžkařský areál, na němž se odehrávaly běžkařské disciplíny Mistrovství světa v severském lyžování 2009. Nyní je tento areál využíván většinou k rekreačním účelům a od roku 2012 je také dějištěm hudebního festivalu Benátská noc. V roce 2015 se v něm konal skautský festival Obrok.
Vesec patří mezi čtvrti, ve kterých se nacházejí sociálně vyloučené lokality. V roce 2018 zde začal fungovat takzvaný mikrotým tvořený příslušníky statní i městské policie, terénními pracovníky a asistenty prevence kriminality.

## Historie
První písemná zmínka o Vesci, osadě založené při staré cestě na Jablonec nad Nisou mezi Hraničním potokem a Nisou, pochází z roku 1412. Tehdy prodal zeman Petr Tysta z Albrechtic Vesec, Doubí a část Vratislavic na levém břehu Lužické Nisy klášteru v Českém Dubu. Za třicetileté války odešlo z Vesce 156 protestantských rodin (velký počet rodin odešel i z okolních vsí).
Během 19. století bylo ve Vesci postaveno podle vrchnostenských záznamů 231 domů, v nichž sídlilo 1 703 obyvatel. Byly zde postaveny továrny, které v té době zaměstnávaly většinu obyvatel Vesce, okolních obcí i jižní strany Podještědí. Největším průmyslovým závodem, založeným již v roce 1826, byla mechanická přádelna. Dalším významným závodem byla tkalcovna F. Liebiega a továrna na výrobu látek. V roce 1878 byla ve Vesci postavena škola, u níž se postupně začal formovat jakýsi střed obce, v němž se ještě výrazněji uplatnila druhá školní budova, otevřená v roce 1904. Postavením tělocvičny v témže roce a později pak umístěním obchodů a hostince se střed obce stabilizoval a současně vyvolal zástavbu volných pozemků ve svém okolí.
Koncem 19. století se Vesec jmenoval Dörfel respektive Víska. Toto označení nesl až do roku 1910. První označení jako Vesec se objevuje v roce 1921. Největšího počtu obyvatel (4 150 obyvatel) dosáhla obec v době povýšení na městečko v roce 1909. Tehdy vrcholila konjunktura textilního průmyslu na Liberecku. Od té doby se počet obyvatel zmenšoval, i když domů přibývalo. Podle sčítání v roce 1970 měl Vesec 2 319 obyvatel a 351 domů. V roce 1976 byl Vesec připojen k Liberci jako jeho 25. čtvrť.

## Obyvatelstvo
| Rok            | 1869  | 1880  | 1890  | 1900  | 1910  | 1921  | 1930  | 1950  | 1961  | 1970  | 1980  | 1991  | 2001  | 2011  | 2021  |
| -------------- | ----- | ----- | ----- | ----- | ----- | ----- | ----- | ----- | ----- | ----- | ----- | ----- | ----- | ----- | ----- |
| Počet obyvatel | 2 508 | 2 652 | 2 908 | 3 629 | 4 150 | 3 568 | 3 555 | 2 256 | 2 468 | 2 319 | 2 015 | 3 980 | 4 296 | 4 762 | 4 622 |
| Počet domů     | 237   | 279   | 281   | 309   | 343   | 362   | 395   | 393   | 357   | 357   | 331   | 478   | 539   | 660   | 660   |

## Doprava
Veřejnou dopravu na vesecké sídliště zajišťují primárně páteřní autobusové linky liberecké MHD č. 13, 24 a 26, o víkendech i linka 39. Ve Vesci se nachází zastávky Slovanská, Na Srázu, Jeřmanická, Vesec samoobsluha a Vesec U Střediska. U rekreačního areálu je umístěna zastávka Areál Vesec, kterou v minulosti využívala speciální linka č. 39 (poté zrušena, později obnovena z Doubí a prodloužená do Stráže nad Nisou). Dnes během konání festivalu Benátská noc zde jezdí linka 41. Po zrušení linky 39 už tato zastávka slouží jen jako občasná při konání sportovních či kulturních akcích.
Na severovýchodě, u hranic s městským obvodem Vratislavice nad Nisou, prochází Vescem železniční trať Liberec–Harrachov. Nachází se zde i železniční stanice Vesec u Liberce.
Na jihu protíná Vesec hlavní tah na Turnov, silnice I/35.